# 特格斯特
特格斯特（西班牙語：Tegueste），是西班牙加那利群岛圣克鲁斯-德特内里费省的一个市镇。总面积约26平方公里，总人口11108人（2017年），人口密度420人/平方公里。

## 人口
| 特格斯特               |
|                        |
| 来源：加那利群岛统计局 |

## 图集

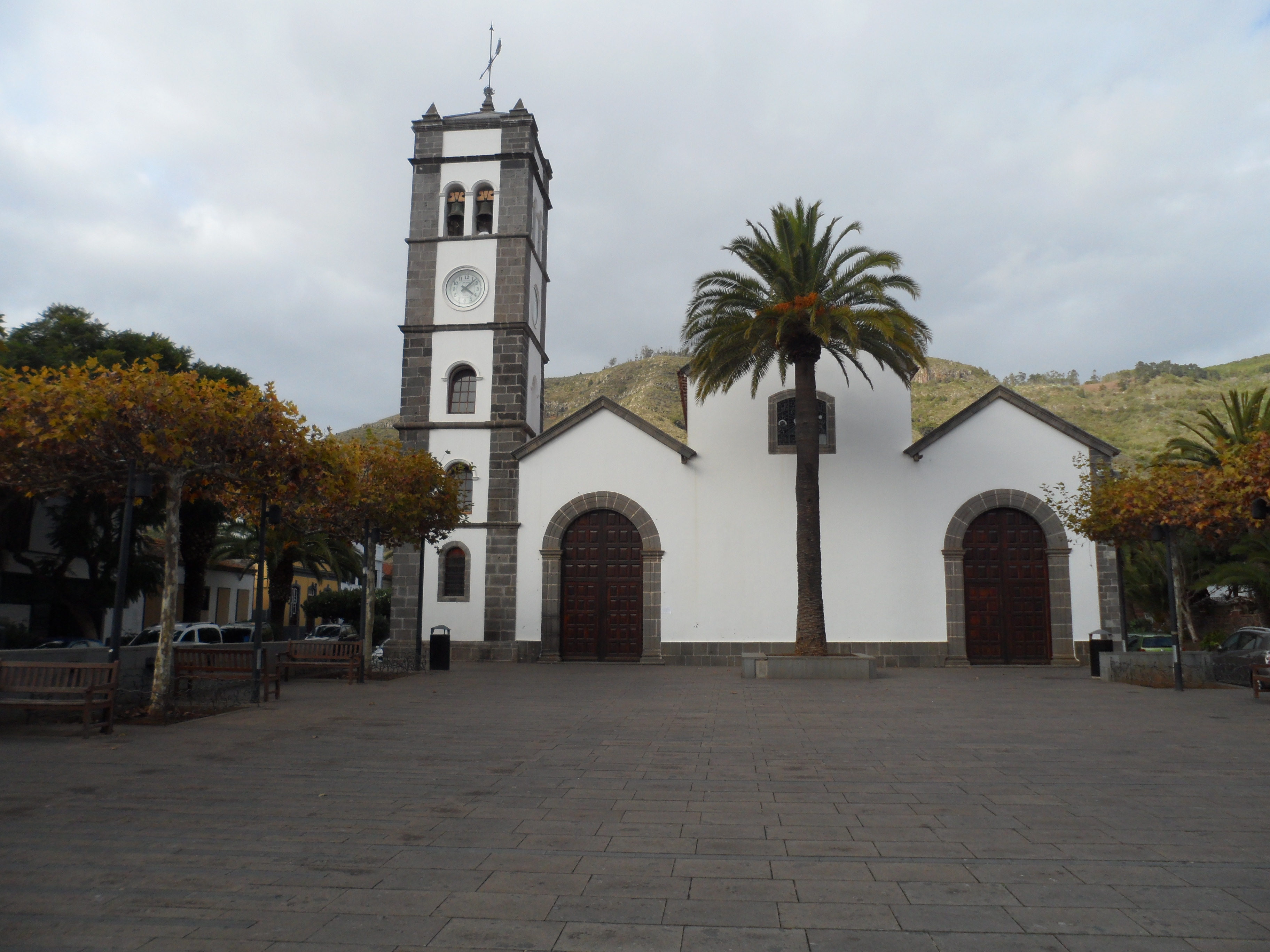
教堂
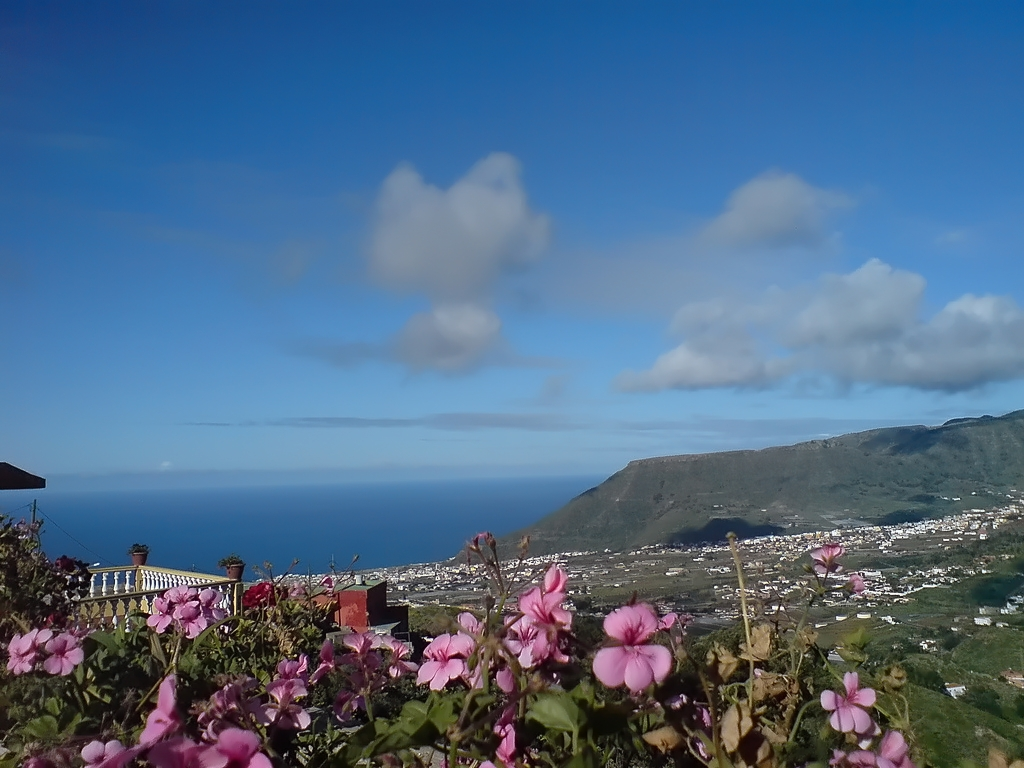
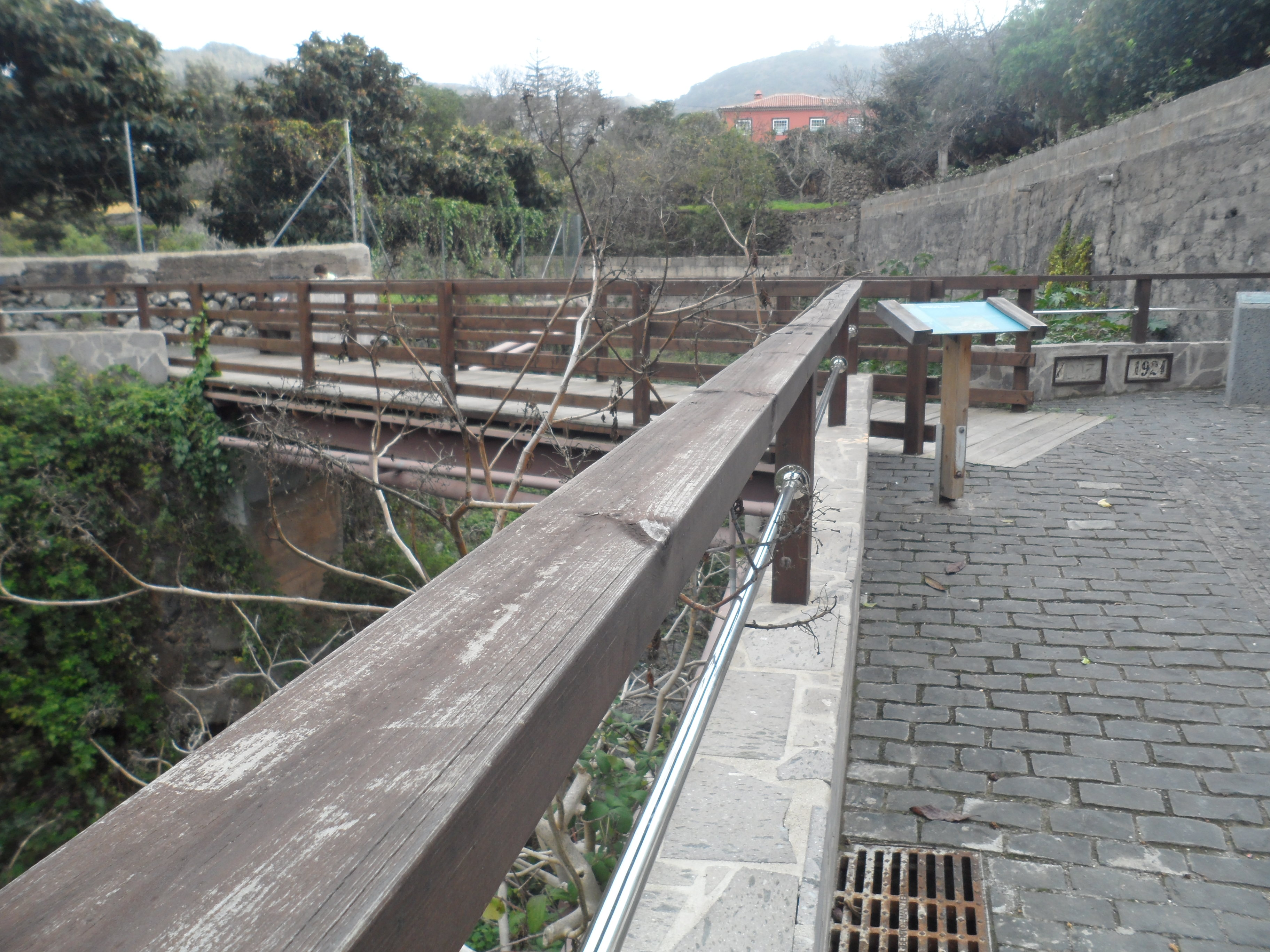
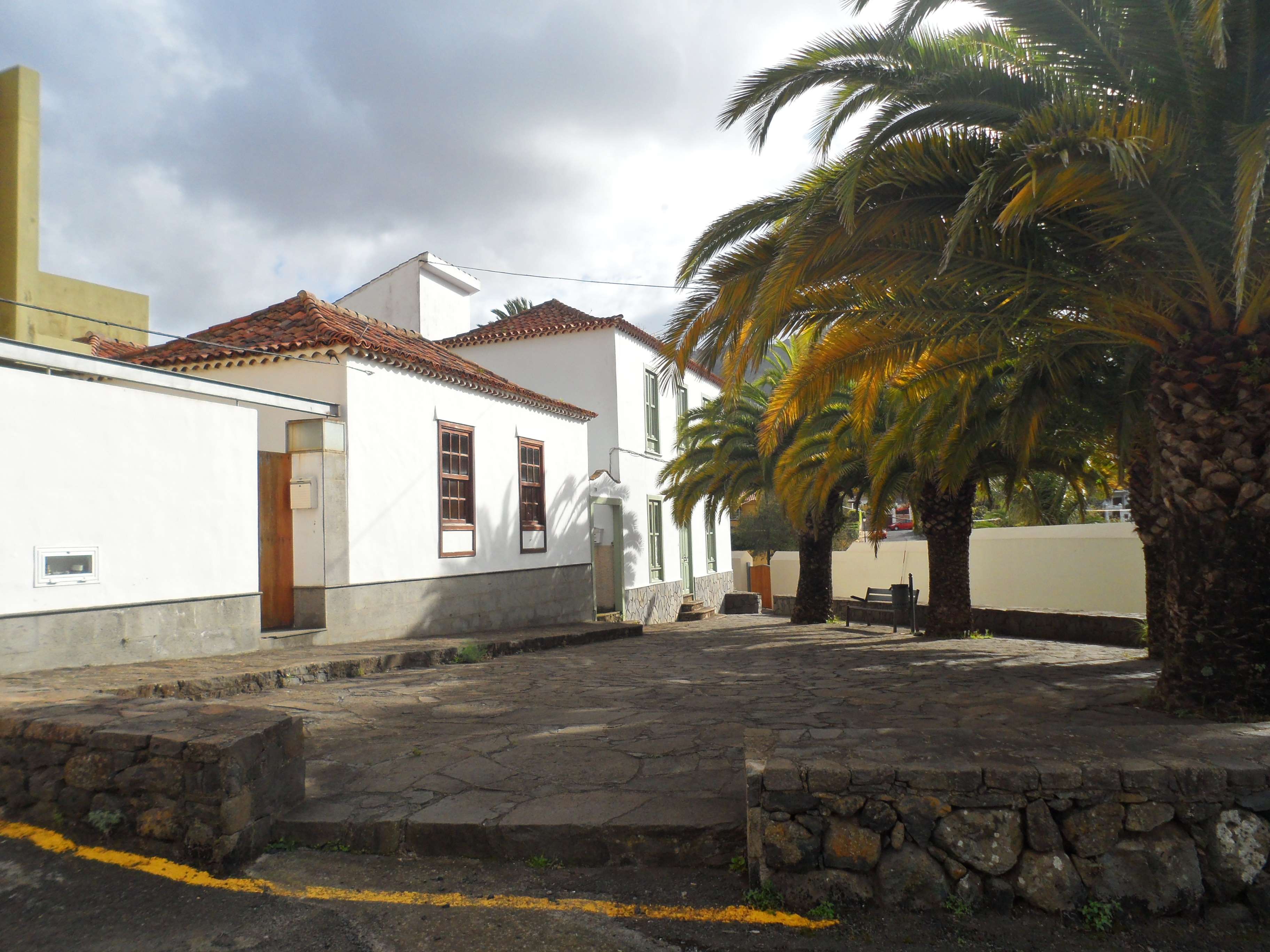